# Список голів виконавчої влади Закарпатської області
Список персон, які очолювали Закарпатський облвиконком, Закарпатську обласну державну адміністрацію, чи були представником Президента України в Закарпатській області.
Керівники виконавчого органу Закарпатської області
| №  | Ім'я                             | Посада                                                       | Початок перебування на посаді | Кінець перебування на посаді | Партія           |
| -- | -------------------------------- | ------------------------------------------------------------ | ----------------------------- | ---------------------------- | ---------------- |
| 13 | Полосков Анатолій Олександрович  | голова Закарпатської обласної державної адміністрації        | 7 грудня 2020                 |                              |                  |
| 12 | Петров Олексій Геннадійович      | голова Закарпатської обласної державної адміністрації        | 22 квітня 2020                | 7 грудня 2020                |                  |
|    | Гетманенко Олексій Олександрович | в.о. голови Закарпатської обласної державної адміністрації   | 26 грудня 2019                | 22 квітня 2020               |                  |
| 11 | Бондаренко Ігор Самійлович       | голова Закарпатської обласної державної адміністрації        | 5 липня 2019                  | 26 грудня 2019               |                  |
|    | Дуран Іван Петрович              | т.в.о. голови Закарпатської обласної державної адміністрації | 11 червня 2019                | 5 липня 2019                 |                  |
| 10 | Москаль Геннадій Геннадійович    | голова Закарпатської обласної державної адміністрації        | 15 липня 2015                 | 11 червня 2019               |                  |
| 9  | Губаль Василь Іванович           | голова Закарпатської обласної державної адміністрації        | 16 вересня 2014               | 15 липня 2015                |                  |
| 8  | Лунченко Валерій Валерійович     | голова Закарпатської облдержадміністрації                    | 2 березня 2014                | 15 вересня 2014              | ВО "Батьківщина" |
| 7  | Ледида Олександр Олександрович   | голова Закарпатської облдержадміністрації                    | 18 березня 2010               | 22 лютого 2014               | Партія регіонів  |
| 6  | Гаваші Олег Олодарович           | голова Закарпатської облдержадміністрації                    | вересень 2005                 | березень 2010                |                  |
| 5  | Балога Віктор Іванович           | голова Закарпатської облдержадміністрації                    | 4 лютого 2005                 | 27 вересня 2005              |                  |
| 4  | Різак Іван Михайлович            | голова Закарпатської облдержадміністрації                    | вересень 2002                 | січень 2005                  |                  |
| 3  | Москаль Геннадій Геннадійович    | голова Закарпатської облдержадміністрації                    | червень 2001                  | вересень 2002                |                  |
| 2  | Балога Віктор Іванович           | голова Закарпатської облдержадміністрації                    | 5 травня 1999                 | 1 червня 2001                |                  |
| 1  | Устич Сергій Іванович            | голова Закарпатської облдержадміністрації                    | липень 1995                   | травень 1999                 |                  |
|    | Устич Сергій Іванович            | голова Закарпатського облвиконкому                           | липень 1994                   | липень 1995                  |                  |
|    | Країло Михайло Іванович          | представник Президента України в Закарпатській області       | березень 1992                 | липень 1994                  |                  |
|    | Країло Михайло Іванович          | Голова виконкому Закарпатської обласної ради                 | січень 1992                   | березень 1992                |                  |
|    | Волощук Михайло Юрійович         | голова Закарпатського облвиконкому                           | квітень 1991                  | жовтень 1991                 | КПУ              |
|    | Країло Михайло Іванович          | Голова виконкому Закарпатської обласної ради                 | 6 квітня 1990                 | грудень 1990                 | КПУ              |
|    | Мальованик Михайло Михайлович    | Голова виконкому Закарпатської обласної ради                 | 1984                          |                              | КПУ              |
|    | Волощук Михайло Юрійович         | Голова виконкому Закарпатської обласної ради                 | 1974                          | 1984                         | КПУ              |
|    | Русин Василь Павлович            | Голова виконкому Закарпатської обласної ради                 | 1974                          | червень 1963                 | КПУ              |
|    | Гарагонич Іван Георгійович       | Голова виконкому Закарпатської обласної ради                 | червень 1955                  | червень 1963                 | КПУ              |
|    | Туряниця Іван Іванович           | Голова виконкому Закарпатської обласної ради                 | 1952                          | березень 1955                | КПУ              |
|    | Ваш Іван Михайлович              | Голова виконкому Закарпатської обласної ради                 | 1951                          | 1952                         | КПУ              |
|    | Туряниця Іван Іванович           | Голова виконкому Закарпатської обласної ради                 | 1946                          | 1951                         | КПУ              |

## Виноски
1. ↑  Колишні керівники Закарпатської обласної державної адміністрації в інтернет-довіднику «Офіційна Україна сьогодні»